# Olympische Sommerspiele 1952/Teilnehmer (Iran)
| Gelbes Symbol für Goldmedaillen mit stilisierten Olympischen Ringen | Graues Symbol für Silbermedaillen mit stilisierten Olympischen Ringen | Braundes Symbol für Bronzemedaillen mit stilisierten Olympischen Ringen |
| ------------------------------------------------------------------- | --------------------------------------------------------------------- | ----------------------------------------------------------------------- |
| —                                                                   | 3                                                                     | 4                                                                       |

Iran nahm an den Olympischen Sommerspielen 1952 in der finnischen Hauptstadt Helsinki mit 22 männlichen Sportlern an 22 Wettbewerben in vier Sportarten teil.
Seit 1900 war es die dritte Teilnahme eines iranischen Teams an Olympischen Sommerspielen.

## Flaggenträger
Der Gewichtheber Mahmoud Namdjou trug die Flagge Irans während der Eröffnungsfeier im Olympiastadion.

## Medaillengewinner
Mit drei gewonnenen Silber- und vier Bronzemedaillen belegte das iranische Team Platz 30 im Medaillenspiegel.

### Silber
| Name              | Sportart     | Wettkampf     |
| ----------------- | ------------ | ------------- |
| Nasser Givehchi   | Ringen       | Federgewicht  |
| Mahmoud Namdjou   | Gewichtheben | Bantamgewicht |
| Gholamreza Takhti | Ringen       | Mittelgewicht |

### Bronze
| Name                 | Sportart     | Wettkampf      |
| -------------------- | ------------ | -------------- |
| Jahanbakht Tofigh    | Ringen       | Leichtgewicht  |
| Ali Mirzaei          | Gewichtheben | Bantamgewicht  |
| Abdollah Mojtabavi   | Ringen       | Weltergewicht  |
| Mahmoud Mollaghasemi | Ringen       | Fliegengewicht |

## Teilnehmer nach Sportarten

### Boxen
Bantamgewicht (bis 54 kg)
- Fazlollah Nikkhah
Runde 1: Freilos
Runde 2: 0:3-Niederlage gegen Kang Joon-ho aus Südkorea durch Punktrichterentscheidung

Federgewicht (bis 57 kg)
- Emmanuel Agassi
Runde 1: 0:3-Niederlage gegen Leonard Leisching aus Südafrika durch Punktrichterentscheidung

Leichtgewicht (bis 60 kg)
- Petros Nazarbegian
Runde 1: Freilos
Runde 2: 0:3-Niederlage Erkki Pakkanen aus Finnland durch Punktrichterentscheidung

Halbweltergewicht (bis 63,5 kg)
- Ibrahim Afsharpour
Runde 1: 0:3-Niederlage gegen Terry Milligan aus Irland durch Punktrichterentscheidung

Weltergewicht (bis 67 kg)
- George Issabeg
Runde 1: gegen Fathi Abdel Rahman aus Ägypten (Disqualifikation) durchgesetzt
Runde 2: 1:2-Niederlage gegen Moos Linneman aus den Niederlanden durch Punktrichterentscheidung

Halbmittelgewicht (bis 71 kg)
- Ardashes Saginian
Runde 1: 0:3-Niederlage gegen Eladio Herrera aus Argentinien durch Punktrichterentscheidung

### Gewichtheben
Bantamgewicht (bis 56 kg)
- Ali Mirzaei (56,00 kg)
Finale: 300,0 kg, Rang 3 
Militärpresse: 87,5 kg / 92,5 kg / 95,0 kg, Rang 1
Stoßen: 87,5 kg / 92,5 kg / 92,5 kg, Rang 5
Reißen: 112,5 kg / 117,5 kg / 117,5 kg, Rang 7

- Mahmoud Namdjou (56,00 kg)
Finale: 307,5 kg, Rang 2 
Militärpresse: 85,0 kg / 90,0 kg / 95,0 kg, Rang 2
Reißen: 90,0 kg / 95,0 kg / 97,5 kg, Rang 2
Stoßen: 122,5 kg / 122,5 kg / 132,5 kg, Rang 2

Federgewicht (bis 60 kg)
- Mohsen Tabatabaei (59,85 kg)
Finale: 307,5 kg, Rang 8
Militärpresse: 90,0 kg / 95,0 kg / 95,0 kg, Rang 7
Reißen: 90,0 kg / 95,0 kg / 97,5 kg, Rang 5
Stoßen: 115,0 kg / 115,0 kg / 120,0 kg, Rang 8

Leichtgewicht (bis 67,5 kg)
- Hassan Ferdos (67,20 kg)
Finale: 345,0 kg, Rang 5
Militärpresse: 97,5 kg / 102,5 kg / 102,5 kg, Rang 6
Reißen: 102,5 kg / 102,5 kg / 107,5 kg, Rang 3
Stoßen: 130,0 kg / 130,0 kg / 135,0 kg, Rang 5

Mittelgewicht (bis 75 kg)
- Jalal Mansouri
Finale: 357,5 kg, Rang 8
Militärpresse: 110,0 kg, Rang 6
Reißen: 107,5 kg, Rang 9
Stoßen: 140,0 kg, Rang 8

Halbschwergewicht (bis 82,5 kg)
- Mohammed Rahnavardi
Finale: 402,5 kg, Rang 4
Militärpresse: 120,0 kg, Rang 5
Reißen: 122,5 kg, Rang 4
Stoßen: 160,0 kg, Rang 2

Mittelschwergewicht (bis 90 kg)
- Firouz Pojhan
Finale: 387,5 kg, Rang 5
Militärpresse: 112,5 kg, Rang 5
Reißen: 120,0 kg, Rang 5
Stoßen: 155,0 kg, Rang 4

### Leichtathletik
5000 m
- Ali Baghbanbashi
Vorläufe: in Lauf 2 (Rang 11) mit 14:57,2 min (handgestoppt) nicht für das Finale qualifiziert

3000 m Hindernis
- Ali Baghbanbashi
Vorläufe: in Lauf 2 (Rang 6) mit 9:13,2 min (handgestoppt) bzw. 9:13,43 min (elektronisch) nicht für das Finale qualifiziert

### Ringen
Freistil
Fliegengewicht (bis 52 kg)
- Mahmoud Mollaghasemi
Finalbilanz: 1:1, sechs Minuspunkte, Rang 3 
Runde 1: Schultersieg gegen Niranjan Das aus Indien
Runde 2: Schultersieg gegen Louis Baise aus Südafrika
Runde 3: 3:0-Sieg gegen Heinrich Weber aus Deutschland
Runde 4: 2:1-Sieg gegen Hasan Gemici aus der Türkei
Runde 5: 2:1-Sieg gegen Georgy Sayadov aus der Sowjetunion
Finalrunde: 0:3-Niederlage gegen Yūshū Kitano aus Japan

Bantamgewicht (bis 57 kg)
- Mohammad Mehdi Yaghoubi
ausgeschieden nach Runde 3, fünf Minuspunkte
Runde 1: Schulterniederlage gegen Rəşid Məmmədbəyov aus der Sowjetunion
Runde 2: 3:0-Sieg gegen Bill Borders aus den Vereinigten Staaten
Runde 3: 3:0-Sieg gegen Sayed Hafez Shehata aus Ägypten

Federgewicht (bis 62 kg)
- Nasser Givehchi
Finalbilanz: 1:1, acht Minuspunkte, Rang 2 
Runde 1: 3:0-Sieg gegen Herbie Hall aus Großbritannien
Runde 2: kampflos gewonnen
Runde 3: 3:0-Sieg gegen Keshav Mangave aus Indien
Runde 4: 2:1-Sieg gegen Abdel Fattah Essawi aus Ägypten
Runde 5: 2:1-Sieg gegen Risaburo Tominaga aus Japan
Runde 6: 0:3-Niederlage gegen Bayram Şit aus der Türkei
Runde 7: kampflos gewonnen
Finalrunde: 2:1-Sieg gegen Josiah Henson aus den Vereinigten Staaten

Leichtgewicht (bis 67 kg)
- Jahanbakht Tofigh
Finalbilanz: 0:2, zehn Minuspunkte, Rang 3 
Runde 1: 3:0-Sieg gegen József Gál aus Ungarn
Runde 2: Schultersieg gegen Ray Myland aus Großbritannien
Runde 3: 2:1-Sieg gegen Tevfik Yüce aus der Türkei
Runde 4: 2:1-Sieg gegen Heinrich Nettesheim aus Deutschland
Runde 5: 3:0-Sieg gegen Armenak Jaltyrjan aus der Sowjetunion
Runde 6: 3:0-Sieg gegen Olle Anderberg aus Schweden
Runde 7: kampflos gewonnen
Finalrunde: 1:2-Niederlage gegen Jay Thomas Evans aus den Vereinigten Staaten

Weltergewicht (bis 73 kg)
- Abdollah Mojtabavi
Finalbilanz: 1:1, acht Minuspunkte, Rang 3 
Runde 1: 2:1-Sieg gegen Aleksanteri Keisala aus Finnland
Runde 2: 2:1-Sieg gegen Vasyl Rybalko aus der Sowjetunion
Runde 3: 3:0-Sieg gegen Bevan Scott aus Australien
Runde 4: 3:0-Sieg gegen Tsugio Yamazaki aus Japan
Runde 5: kampflos gewonnen
Runde 6: 0:3-Niederlage gegen Per Berlin aus Schweden
Finalrunde: 0:3-Niederlage gegen William Smith aus den Vereinigten Staaten

Mittelgewicht (bis 79 kg)
- Gholamreza Takhti
Finalbilanz: 1:1, fünf Minuspunkte, Rang 2 
Runde 1: Schultersieg gegen André Brunaud aus Frankreich
Runde 2: Schultersieg gegen Veikko Lahti aus Finnland
Runde 3: Schultersieg gegen León Genuth aus Argentinien
Runde 4: 3:0-Sieg gegen Haydar Zafer aus der Türkei
Runde 5: 3:0-Sieg gegen Gustav Gocke aus Deutschland
Runde 6: 1:2-Niederlage gegen Dawit Zimakuridse aus der Sowjetunion
Finalrunde: Sieg gegen György Gurics aus Ungarn (verletzungsbedingte Aufgabe des Gegners)

Halbschwergewicht (bis 87 kg)
- Abbas Zandi
ausgeschieden nach Runde 4, fünf Minuspunkte, Rang 5
Runde 1: kampflos weiter
Runde 2: 3:0-Sieg gegen Kevin Coote aus Australien
Runde 3: 3:0-Sieg gegen Paavo Sepponen aus Finnland
Runde 4: 1:2-Niederlage gegen Viking Palm aus Schweden

Schwergewicht (über 87 kg)
- Ahmad Vafadar
ausgeschieden nach Runde 2, sechs Minuspunkte
Runde 1: Schulterniederlage gegen Taisto Kangasniemi aus Finnland
Runde 2: 1:2-Niederlage gegen İrfan Atan aus der Türkei